# مایکل ساتا
مایکل ساتا (به انگلیسی: Michael Chilufya Sata) (زاده ۶ ژوئیه ۱۹۳۷ – درگذشته ۲۸ اکتبر ۲۰۱۴) پنجمین رئیس‌جمهور کشور زامبیا از سپتامبر ۲۰۱۱ تا ۲۸ اکتبر ۲۰۱۴ بود. وی رهبر حزب «جبهه میهن پرستی» که به خاطر زبان تیزش به سلطان کبرا مشهور بود.
ساتا فردی سوسیال دموکرات، از حزب جبهه میهنی (PF)، که یکی از احزاب سیاسی بزرگ در این کشور بود. وی به عنوان وزیر در طی سال ۱۹۹۰ به عنوان بخشی از جنبش دموکراسی چند حزبی (MMD) تحت دولت فردریک چیلوبا رئیس‌جمهور وقت بود که به مخالفان دولت پیوست و در سال ۲۰۰۱، حزب (PF) را تشکیل داد. وی که به عنوان یکی از رهبران مخالفین دولت بود، در انتخابات ریاست جمهوری سال ۲۰۰۶ به عنوان مخالف و رقیب ام. واناواسا (Levy Mwanawasa) شکست خورد. پس از مرگ ام. واناواسا، ساتا دوباره پست ریاست جمهوری را در سال ۲۰۰۸ به روپیا باندا از دست داد.
پس از ده سال مخالفت، ساتا در انتخابات ریاست جمهوری سپتامبر ۲۰۱۱، روپیا باندا را شکست داد.
روپیا باندا، رهبر حزب جنبش دمکراسی چند حزبی است که از سال ۱۹۹۱ با پایان حکومت تک‌حزبی بر زامبیا، در این کشور در راس قدرت بود.
زامبیا بزرگ‌ترین تولیدکننده مس در آفریقا است.

## درگذشت
مایکل ساتا، روز سه شنبه، ۲۸ اکتبر ۲۰۱۴ در بیمارستانی در لندن در سن ۷۷ سالگی درگذشت